# قرة قوتش
قرة قوتش هي قرية في مقاطعة خدا أفرين، إيران. عدد سكان هذه القرية هو 66 في سنة 2006.